# Octomeria amazonica
Octomeria amazonica är en orkidéart som beskrevs av Guido Frederico João Pabst. Octomeria amazonica ingår i släktet Octomeria och familjen orkidéer. Inga underarter finns listade i Catalogue of Life.